# Taja
Taja (Taxa en asturiano y oficialmente) es una parroquia del concejo de Teverga, en el Principado de Asturias (España), y un lugar de dicha parroquia.
El lugar de Taja es la única localidad incluida en la parroquia. Está situado a una altitud de 970 m y dista 9,3 km del lugar de La Plaza, capital del concejo. 
Albergaban una población de 66 habitantes (INE 2009) en 26 viviendas (2001).
La parroquia ocupa una extensión de 13,39 km².
Su templo parroquial está dedicado a San Emiliano.